# Ciak d'oro 2018
La cerimonia di premiazione della 33ª edizione dei Ciak d'oro si è svolta il 7 giugno 2018 presso il Link Campus University a Roma ed è stata condotta da Geppi Cucciari.

## Vincitori e candidati
I vincitori sono indicati in grassetto, a seguire gli altri candidati.

### Miglior film
- Chiamami col tuo nome, regia di Luca Guadagnino

### Miglior regista
- Manetti Bros. - Ammore e malavita

### Migliore attore protagonista
- Antonio Albanese - Come un gatto in tangenziale

### Migliore attrice protagonista
- Paola Cortellesi - Come un gatto in tangenziale

### Migliore attore non protagonista
- Massimo Ghini - A casa tutti bene
  - Alessandro Borghi - Fortunata
  - Carlo Buccirosso - Ammore e malavita
  - Diego Abatantuono - Puoi baciare lo sposo
  - Giuliano Montaldo - Tutto quello che vuoi

### Migliore attrice non protagonista
- Claudia Gerini - Ammore e malavita
  - Anna Bonaiuto - Napoli velata
  - Lucia Ocone - Metti la nonna in freezer
  - Matilda De Angelis - Il premio
  - Sonia Bergamasco - Come un gatto in tangenziale

### Migliore produttore
- Maria Carolina Terzi, Luciano Stella e Paolo Del Brocco - Gatta Cenerentola
  - Paolo Carpignano e Jon Coplon - A Ciambra
  - Carlo Macchitella, Marco Manetti e Antonio Manetti - Ammore e malavita
  - Luca Guadagnino, Marco Morabito e Francesco Melzi d'Eril - Chiamami col tuo nome (Call Me by Your Name)
  - Marta Donzelli e Gregorio Paonessa - Nico, 1988

### Miglior opera prima
- Cuori puri, regia di Roberto De Paolis

### Migliore fotografia
- Luca Bigazzi - Sicilian Ghost Story
  - Vladan Radovic - Dove cadono le ombre e Figlia mia
  - Fabio Cianchetti - Dove non ho mai abitato
  - Gian Filippo Corticelli - Napoli velata
  - Fabrizio Lucci - The Place

### Migliore sonoro in presa diretta
- Giuseppe Tripodi - A Ciambra
  - Mario Iaquone, Luigi Melchionda, Emanuele Giunta - A casa tutti bene
  - Lavinia Burcheri, Simone Costantino - Ammore e malavita
  - Fabio Conca, Giuliano Marcaccini, Daniele De Angelis - Napoli velata
  - Adriano Di Lorenzo, Alberto Padoan - Nico, 1988

### Migliore scenografia
- Ivana Gargiulo e Deniz Gokturk Kobanbay - Napoli velata
  - Noemi Marchica - Ammore e malavita
  - Giuliano Pannuti - Benedetta follia
  - Maurizio Sabatini - Brutti e cattivi
  - Giorgio Barullo - Dove non ho mai abitato

### Migliore montaggio
- Walter Fasano - Chiamami col tuo nome

### Migliore costumi
- Alessandro Lai - Napoli velata

### Migliore colonna sonora
- Pivio e Aldo De Scalzi - Ammore e malavita

### Migliore canzone originale
- Bang Bang - Ammore e malavita

### Miglior manifesto
- Chiamami col tuo nome

### Ciak d'oro Mini/Skoda Bello & Invisibile
- Dove non ho mai abitato, regia di Paolo Franchi

### Ciak d'oro Alice/Giovani
- Cuori puri, regia di Roberto De Paolis
- A Ciambra, regia di Jonas Carpignano
- Balon, regia di Pasquale Scimeca
- Chiamami col tuo nome, regia di Luca Guadagnino
- I figli della notte, regia di Andrea De Sica
- Il cratere, regia di Silvia Luzi e Luca Bellino
- Il ragazzo invisibile - Seconda generazione, regia di Gabriele Salvatores
- My name is Adil, regia di Adil Azzab
- Sicilian Ghost Story, regia di Fabio Grassadonia e Antonio Piazza
- Tutto quello che vuoi, regia di Francesco Bruni

### Super Ciak d’oro
- Luciano Ligabue

### Ciak d’oro specialeSerial Movie
- Salvatore Esposito
- Ornella Muti - Sirene

### Ciak d’oroColpo di fulminemaschile
- Nicola Nocella - Easy - Un viaggio facile facile

### Ciak d’oroColpo di fulminefemminile
- Serena Rossi - Ammore e malavita

### Ciak d’oro Classic
- Carlo Buccirosso